# Archäologischer Wanderpfad in der Fischbeker Heide

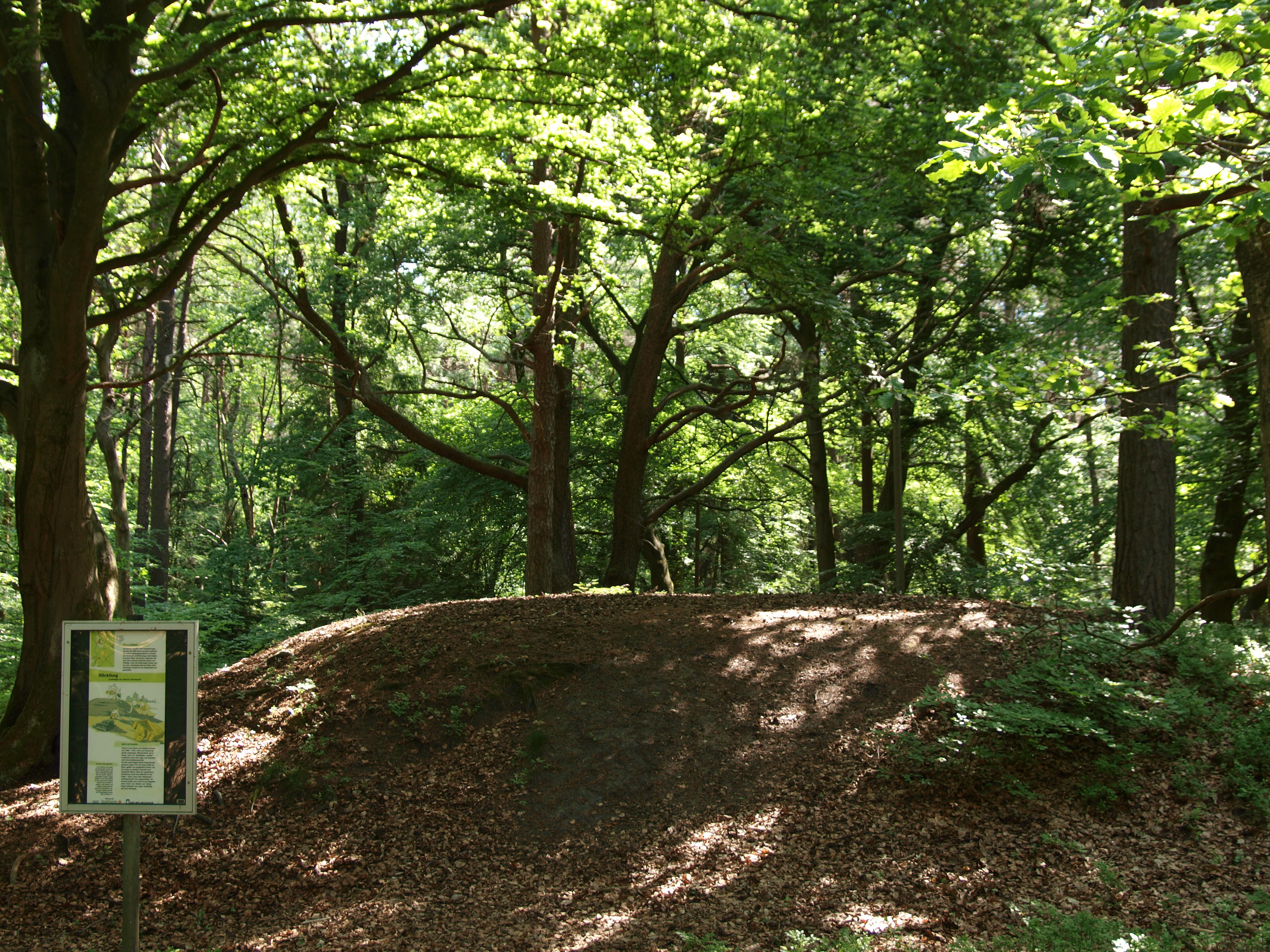
Station 4: Grabhügel der älteren Bronzezeit
Lage:

Der Archäologischer Wanderpfad in der Fischbeker Heide ist ein Freilichtmuseum in Hamburg-Neugraben-Fischbek im äußersten Südwesten Hamburgs, das 1975 vom Helms-Museum, dem Vorläufer des Archäologischen Museums Hamburg, der Öffentlichkeit übergeben wurde. Der Wanderpfad führt entlang der größten geschlossenen Gruppe oberirdisch sichtbarer Bodendenkmäler auf Hamburger Gebiet. An dem im Jahr 2002 restaurierten Weg werden von der Jungsteinzeit bis in die Eisenzeit entstandene Bodendenkmale an elf Stationen durch Schautafeln erläutert. Der Wanderpfad beginnt am Parkplatz Wendeschleife am Falkenbergsweg.

## Großsteingräber
Großsteingräber aus der Jungsteinzeit sind die frühesten Relikte des Wanderpfades, deren Spuren an vier Stellen nachgewiesen werden. Allerdings wurden sie sämtlich von Steinschlägern des 19. Jahrhunderts so zerstört, dass nur zergrabene Hügelreste und einige Steinbruchstücke übrig blieben. Am Fundplatz der Station 7 konnten die Archäologen noch die Standspuren der Tragsteine und die Reste des Bodenpflasters einer fünf Meter langen Kammer einer Megalithanlage feststellen. In den Hügelresten fand man eine ungewöhnlich große Menge von Keramik der Trichterbecherkultur (TBK). Zahlreiche Keramikfunde des frühen Mittelalters im Bereich der Kammer lassen vermuten, dass das damals bereits über 3000 Jahre alte Monument noch nach der zwangsweisen Einführung des Christentums Schauplatz heidnischer Riten war.

## Hügelgräber

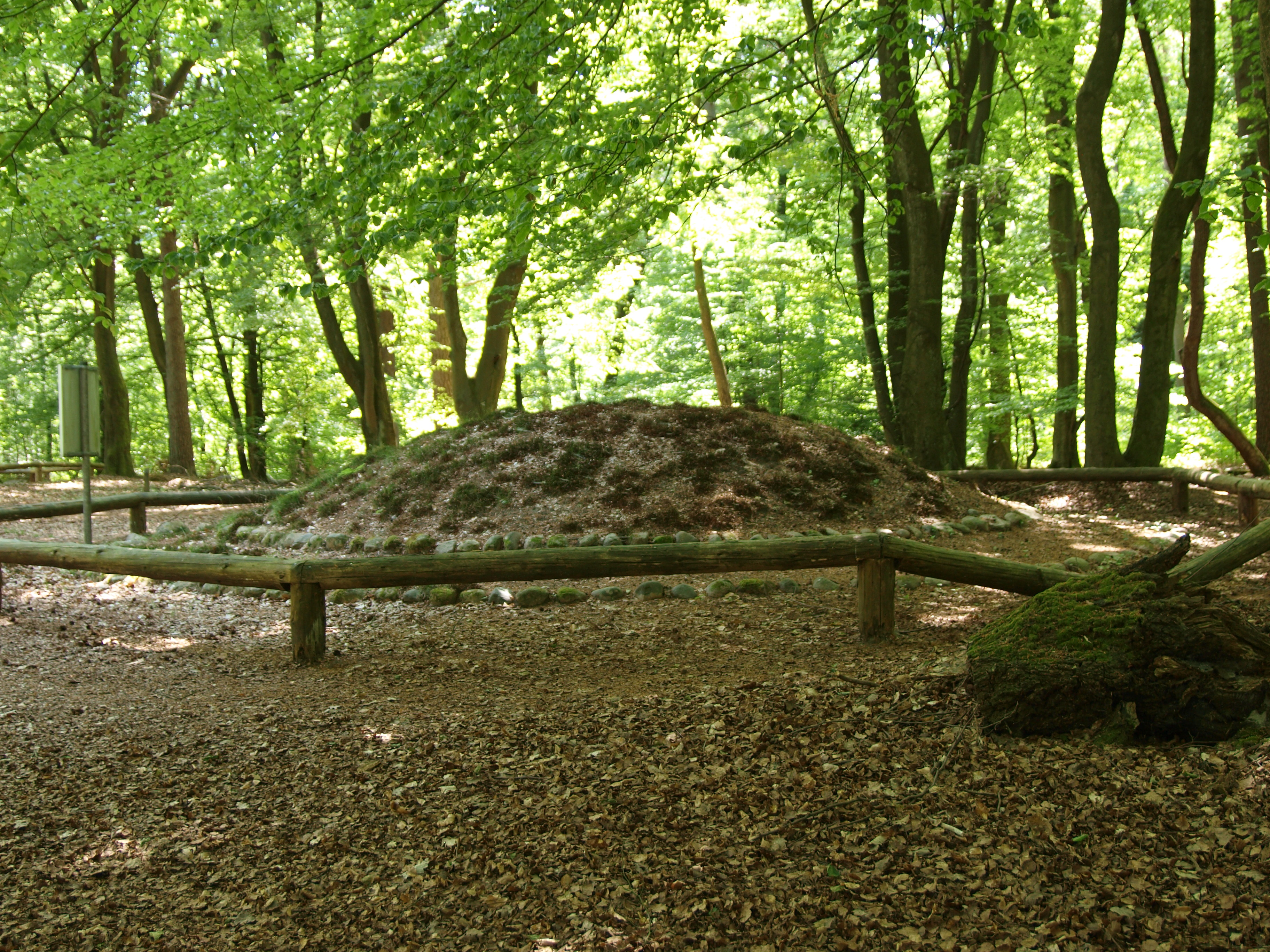
Station 7: Rekonstruierter Doppelgrabhügel der Stein- und Bronzezeit (Grabhügel 21)

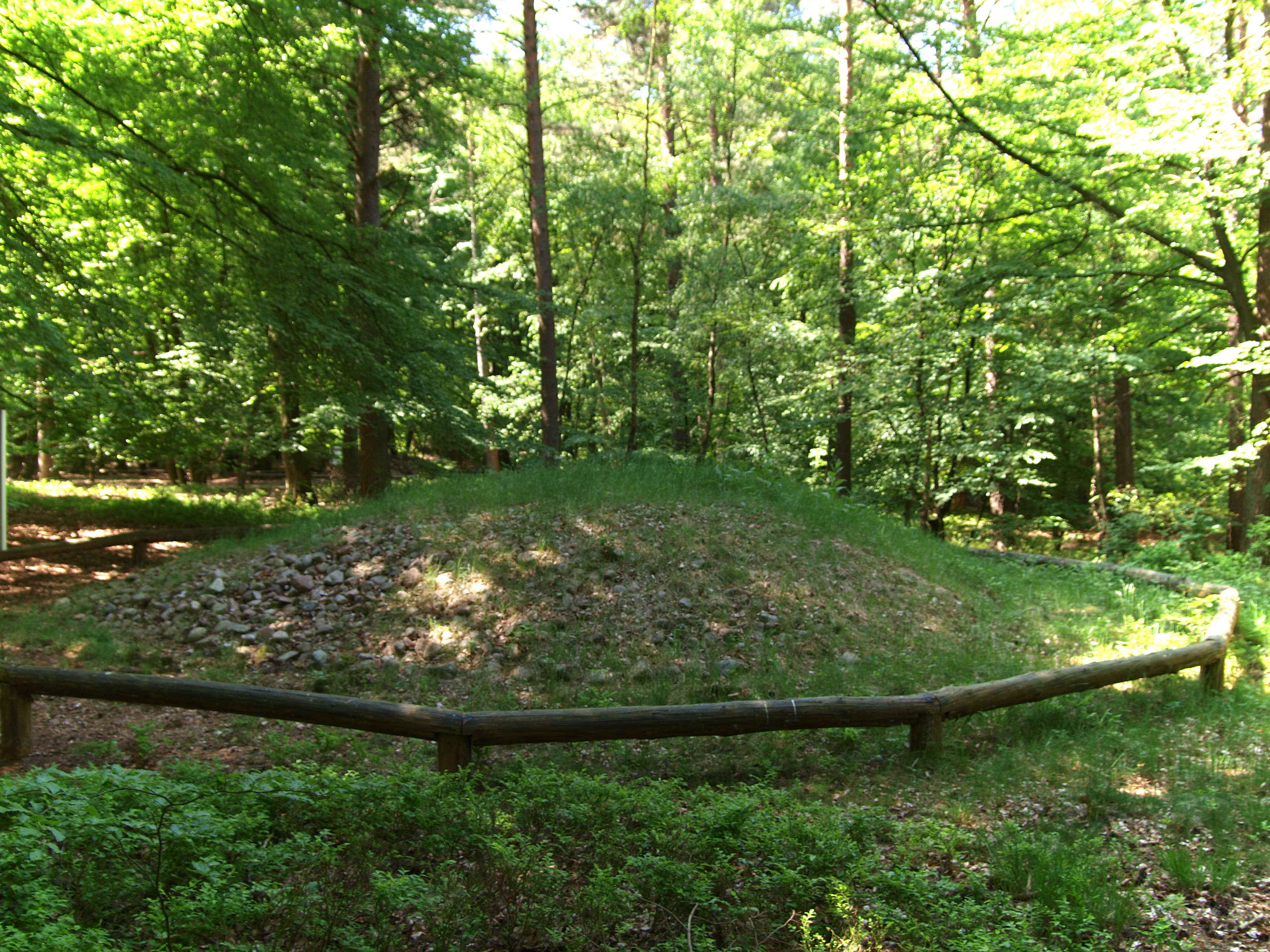
Station 8: Rekonstruierter Doppelgrabhügel der Jungsteinzeit und älteren Bronzezeit (Grabhügel 22)

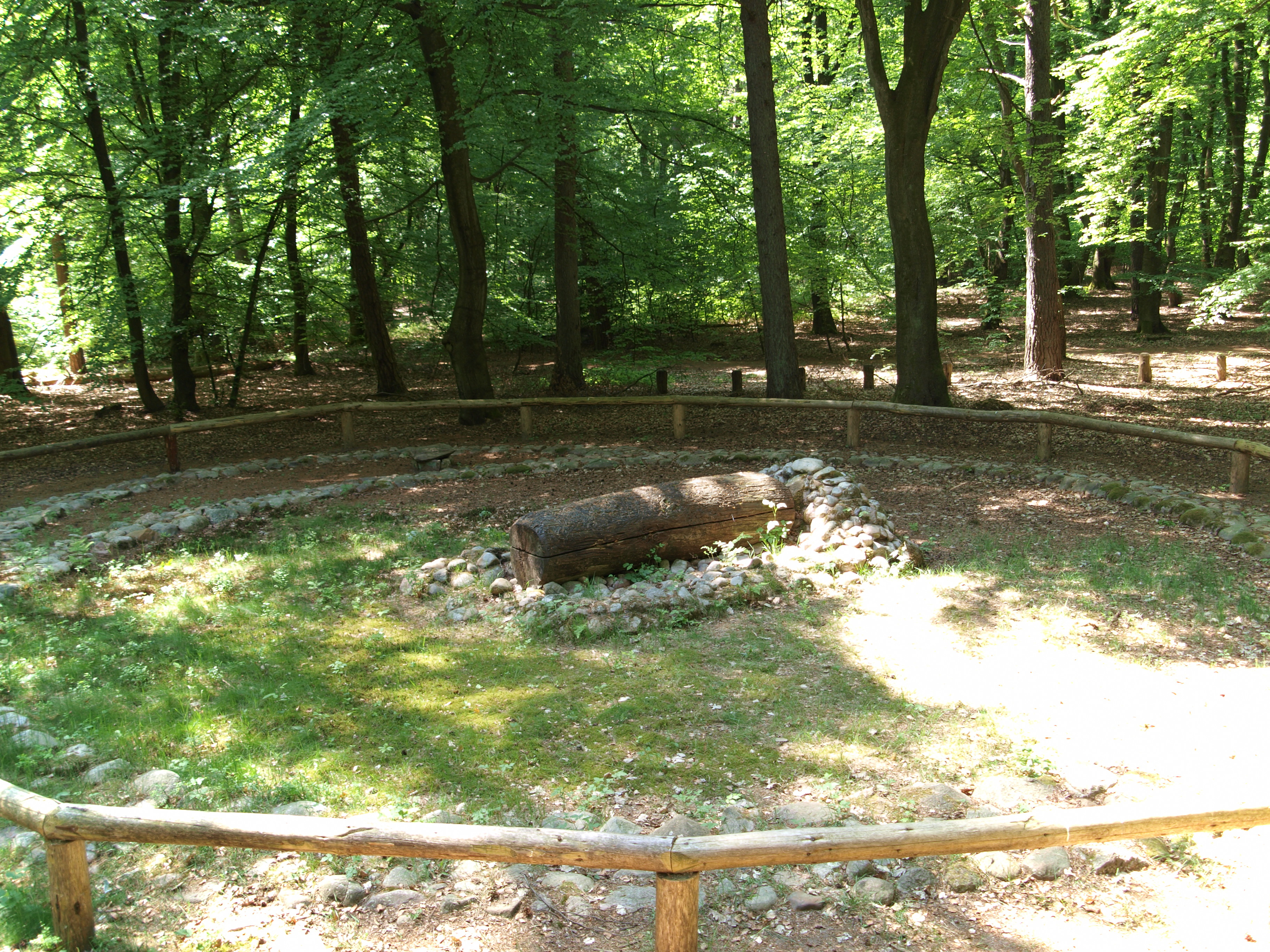
Station 9.: Rekonstruierte Baumsargbestattung ohne aufgeschütteten Grabhügel (Lüllau-Grabhügel 1)

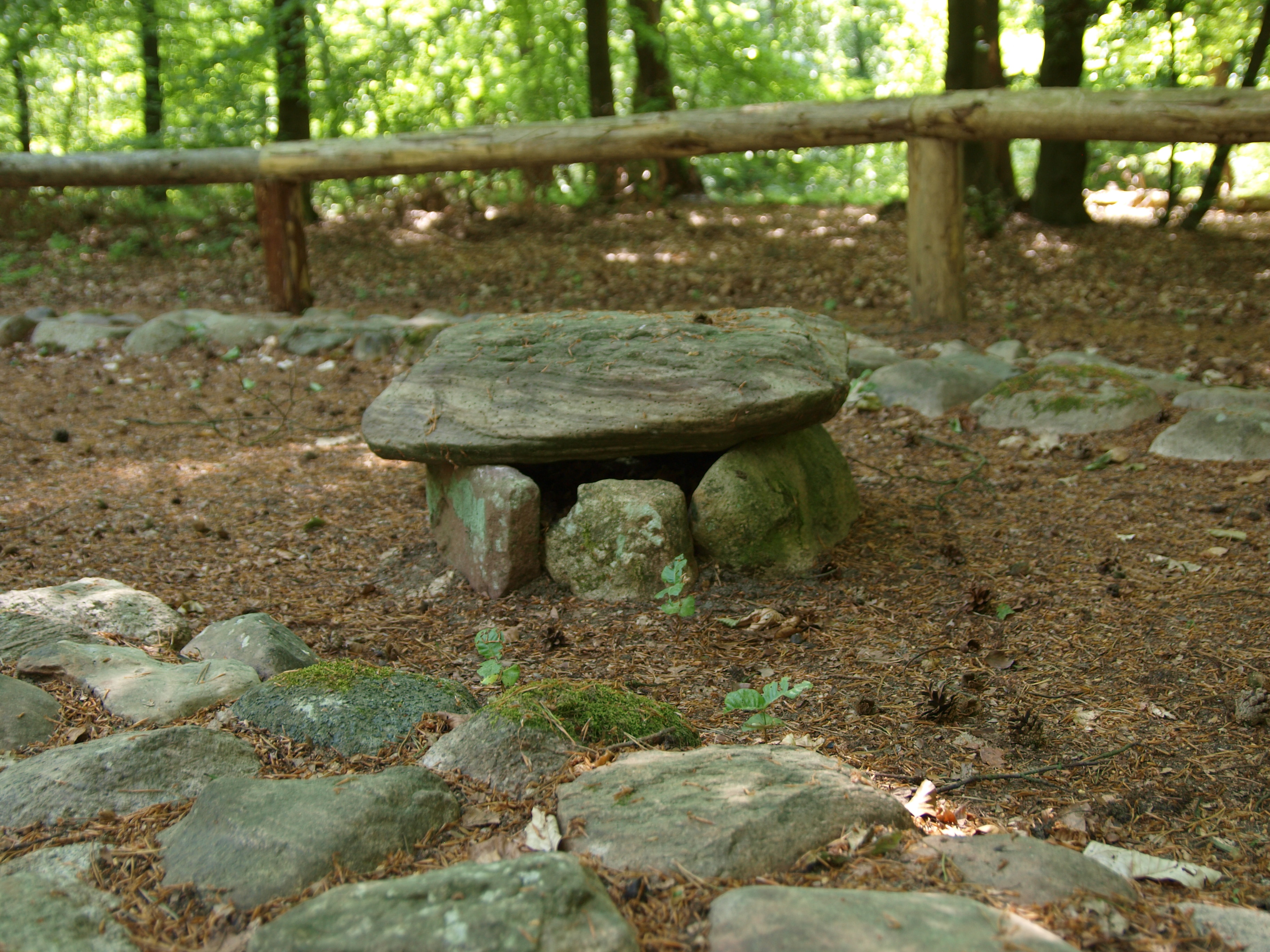
Station 9.: Rekonstruktion der jüngeren Nachbestattung

Am Wanderpfad stößt man an mehreren Stellen auf Hügelgräber der Stein- und Bronzezeit. Viele zeigen Spuren von Zerstörungen in Form von Eingrabungen. Eine Gruppe am Stadtweg wurde Anfang der 1970er-Jahre ausgegraben und restauriert.

### Jungsteinzeitliches Großsteingrab (Station 5)
Ein jungsteinzeitliches Großsteingrab, das zusammen mit der Steinkammer im 18./19. Jahrhundert vollständig zerstört wurde. Die Fundstelle wurde 1971–1973 durch Burchard Sielmann ausgegraben. Der Grabhügel war Teil einer Gruppe von ehemals 3 Grabhügeln und hatte noch eine Höhe von 60 cm. Aufgrund der Stand- und Ausrissspuren der Steine gelang es, den Grundriss des Grabes wieder zu rekonstruieren. Demnach hatte der Grabhügel einen Durchmesser von etwa 15 m. Am Rand des ehemaligen Grabhügels wurden die Reste von etwa 140 Keramikgefäßen gefunden, die auf dem Großsteingrab zwischen 750 und 850 nach Chr. von einheimischen Sachsen als Opfergaben zerschlagen wurden. Vermutlich diente das etwa 4000 Jahre ältere Großsteingrab den Sachsen als Kultstätte.
Lage: 53° 26′ 21,4″ N, 9° 51′ 11,9″ O

### Grabhügel 21 (Station 7)
Am Fuß des etwa zwei Meter hohen Rundhügels 21 befinden sich zwei konzentrische Randsteinkreise. Der äußere begrenzt einen flachen Hügel, in dessen Zentrum eine in den Boden eingetiefte Grabgrube lag. Von der Bestattung und ihren Beigaben war nichts erhalten. Der Typ der Anlage lässt den Schluss zu, dass es sich um eine Anlage der Einzelgrabkultur aus der Steinzeit handelt. Der innere Steinkreis begrenzt die später erfolgte Aufhöhung des Hügels. Der Fund eines Bronzebleches und einiger menschlicher Fußknochen auf einem Steinpflaster sind die einzigen Überreste der bronzezeitlichen Bestattung. Eine Brandgrube mit fundfreier Holzkohle an der südlichen Peripherie des Hügels deutet eine weitere Bestattung an.
Lage: 53° 26′ 38,4″ N, 9° 51′ 31,1″ O

### Grabhügel 22 (Station 8)
Die Ausgrabung des vermutlich bronzezeitlichen Rundhügels 22 konnte nur noch die vollständige Zerstörung der Zentralbestattung durch eine Raubgrabung belegen. Von einer späteren Beisetzung im Hügel zeugt ein halbmondförmiger Anbau an der Südseite. Eine Nachbestattung in einer Urne der vorrömischen Eisenzeit kam im Osten zutage. Spuren einer Pflasterung der gesamten Hügeloberfläche ließen sich nachweisen und wurden bei der Restaurierung wiederhergestellt.
Lage: 53° 26′ 39,4″ N, 9° 51′ 32,9″ O

### Rekonstruktion Lüllau Grabhügel 1 (Station 9)
Bei den beiden Grabhügeln befindet sich die Rekonstruktion von Stein-Einbauten eines Hügelgrabes, das bei Lüllau, südwestlich von Jesteburg aufgedeckt wurde und das an seinem ursprünglichen Standort nicht erhalten werden konnte. Ein Randsteinkreis fasst einen Hügel, der in der älteren Bronzezeit über einer Baumsargbestattung aufgeschüttet war. Der einzige Beifund bestand aus einer Pfeilspitze aus Feuerstein. In der jüngeren Bronzezeit erfolgte ein sichelförmiger Anbau an den Hügel, dessen Steineinfassung ebenfalls rekonstruiert wurde. Er diente der Aufnahme einer Urnenbestattung, die durch eine kleine Kiste aus Steinplatten geschützt war.
Lage: 53° 26′ 38,2″ N, 9° 51′ 32,9″ O

## Langhügel (Station 11)
Im Jahr 1976 wurde ein 50 m langer Langhügel untersucht und größtenteils restauriert. Man vermutete in dem Hügel zunächst ein steinzeitliches Hünenbett, da sich an den Rändern die Standspuren einer Steineinfassung feststellen ließen. Im Hügel fanden sich jedoch neun Bestattungen der Bronzezeit. Die Gräber enthielten Körper- und Brandbestattungen. Vermutlich wurde die ungewöhnliche Anlage verhältnismäßig kurz genutzt. Die Funde stammen alle aus der Periode III der Bronzezeit (nach Montelius). Im Osten des Langhügels lag ein Areal mit Steinsetzungen, wo auch Bruchstücke von Tongefäßen gefunden wurden. Vermutlich lag hier ein Kultplatz, der in Zusammenhang mit dem Totenritual stand.
Lage: 53° 26′ 48,6″ N, 9° 51′ 24,5″ O

## Fundstelle 6 (Station 2)
Fundstelle 6 zeigt die Lage eines Urnenfriedhofs der vorrömischen Eisenzeit, von dem allerdings oberirdisch nichts zu sehen ist. Gustav Schwantes grub hier in den 1920er-Jahren eine große Anzahl von Urnengräbern aus, deren älteste mit einem Steinschutz versehen waren, während dieser bei den jüngsten fehlte. Neben dem Leichenbrand in den Tongefäßen stieß er gelegentlich auf Schmuck und Bekleidungszubehör, der aber oft in der Hitze des Scheiterhaufens bis zur Unkenntlichkeit verschmolzen war. Die ältesten Urnengräber wurden ausweislich der Funde um 500 v. Chr. angelegt. Mit den jüngsten Urnen, die kurz vor der Zeitenwende in die Erde kamen, endet die rund 2000-jährige Nutzung des Bestattungsplatzes in der Fischbeker Heide, abgesehen von den frühmittelalterlichen Aktivitäten an dem Megalithgrab.
Lage: 53° 26′ 31,2″ N, 9° 51′ 7,4″ O
Eine kleine, vom Archäologischen Museums Hamburg gestaltete Ausstellung zur Archäologie und Volkskunde der Fischbeker Heide im Informationshaus Schafstall, Fischbeker Heideweg 43 a, in Neugraben bietet weitere Informationen.

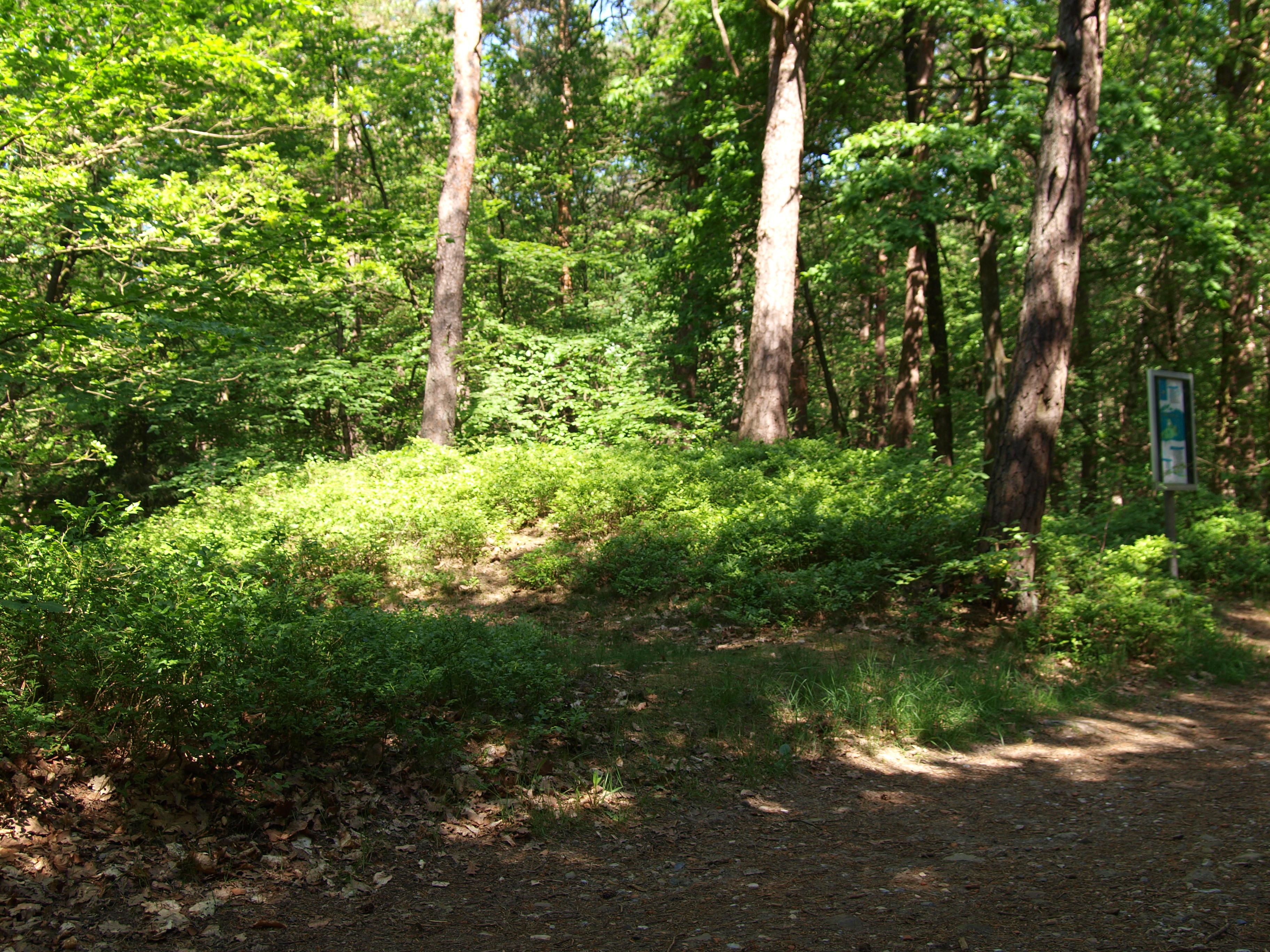
Station 3: Zerstörter Grabhügel der älteren Bronzezeit Lage: 53° 26′ 27,4″ N, 9° 51′ 2,9″ O
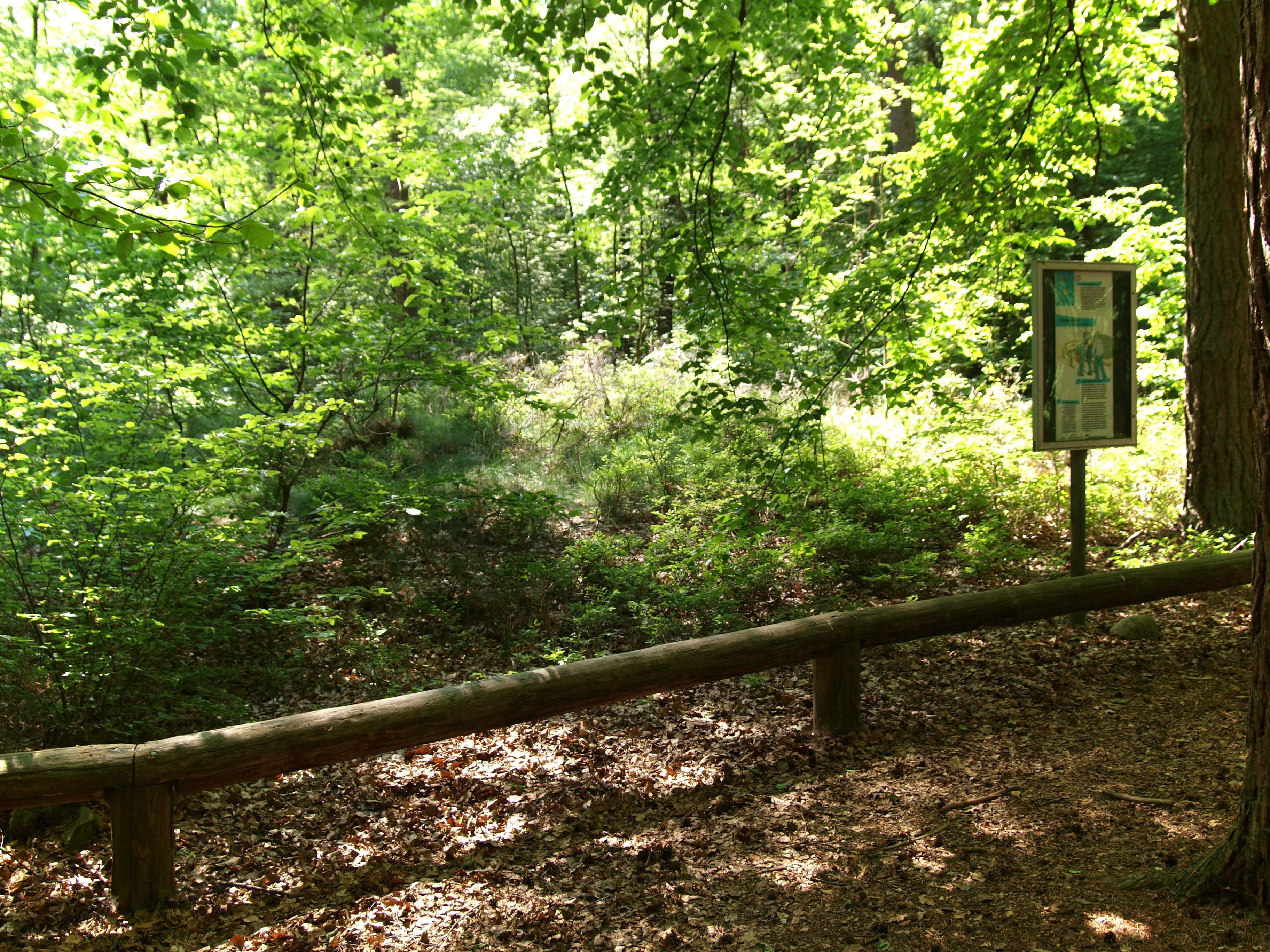
Station 10: Bronzezeitlicher Grabhügel Lage: 53° 26′ 38,5″ N, 9° 51′ 33,4″ O
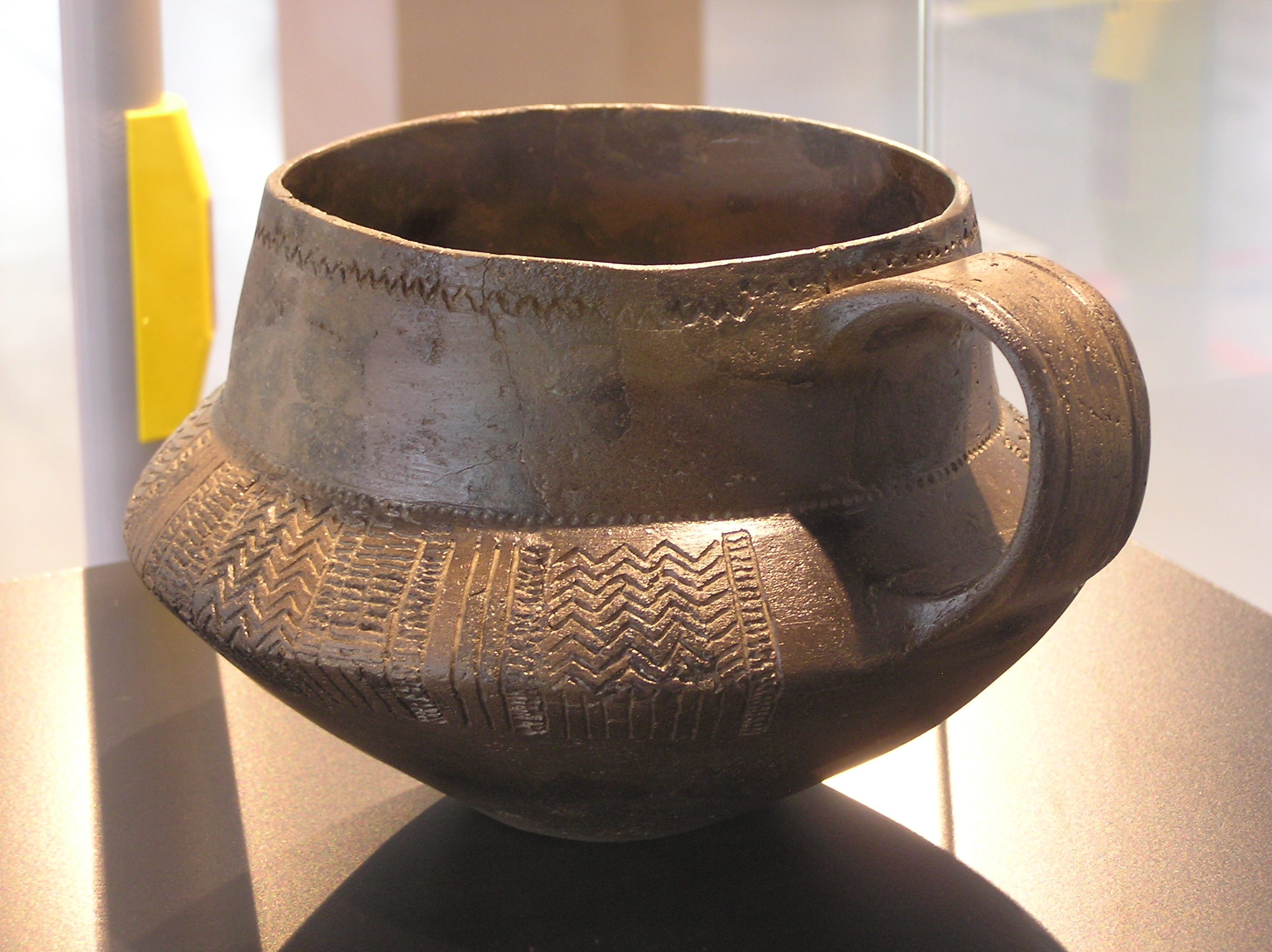
Tasse aus einem jungsteinzeitlichen Großsteingrab

## In der Nähe
Die Spuren der frühmittelalterlichen Befestigung auf dem Falkenberg werden nicht mehr vom archäologischen Wanderpfad erfasst, liegen aber nicht weit entfernt. Der Burgplatz auf dem künstlich eingeebneten Gipfelplateau des steil aufragenden Falkenberges misst 80 × 15 m. Das Plateau wird von einem etwa 15 m tiefer liegenden Trockengraben umrundet. Eine Vorburg schloss sich von hier nach Nordwesten an. Siedlungsfunde, die 1905 beim Bau der Gastwirtschaft auf dem Burggelände gemacht wurden, zeigen, dass die Anlage vom 7. bis zum 10. Jahrhundert, möglicherweise auch bis in das ausgehende Mittelalter besiedelt war. Eine Sage bringt den Falkenberg mit den Piraten Klaus Störtebecker und Gödeke Michels in Verbindung, deren Schätze dort – gut bewacht vom Teufel – vergraben sein sollen.